# برايان كوثبرت
برايان كوثبرت (بالإنجليزية: Brian Cuthbert)‏ هو لاعب قذف أيرلندي، ولد في 1975 في بيشوبتاون ‏ في جمهورية أيرلندا.